# District 7 (groupe)
Pour les articles homonymes, voir District 7.
District 7 est un groupe luxembourgeois de rock, originaire d'Esch-sur-Alzette.

## Histoire
Le groupe a été formé en 2011 à Esch-sur-Alzette. Le bassiste Jeff Hennico avait déjà cofondé Anthem of the Sun deux ans plus tôt. Aux Screaming Fields 2013, District 7 et Tuys reçoivent le prix de la meilleure performance live. L'année suivante, ils reçoivent le prix Sacem (Sacem Luxembourg) de la meilleure composition pour la chanson Crossing Paths et l'opportunité d'enregistrer pendant une journée dans le studio d'enregistrement du Rockhal. Deux ans plus tard, au même festival, ils remportent immédiatement deux prix : celui de la meilleure chanson (Heartbeat), avec laquelle ils obtiennent une autre journée en studio d'enregistrement, et le prix Coup-de-cœur. Grâce à cela, ils gagnent également un large public auprès des professionnels de la scène musicale, qui les ont aidés pour les enregistrements et leur ont donné des conseils techniques,,.
En 2013, le District 7 remporte le concours jeunesse Rock the South. Un premier EP intitulé Brave New World sort en 2014. Il est mixé par Charel Stoltz. En 2017, leur deuxième EP The Place We Used to Call Home sort. Le clip de l'extrait homonyme est tourné par Sam Flammang. Pendant cette période, District 7 joue également joué dans un certain nombre de festivals de musique, notamment Food for Your Senses (2014), Mess for Masses (2014), Rock um Knuedler (2015 et 2017), Rock de Schleek (2016) et um Rock un. der Atert (2017).
Le single You Are sort en septembre 2018, toujours avec une vidéo de Sam Flammang. En décembre 2018, Cross My Heart est présenté comme le premier single de leur prochain album, que le groupe s'apprêtait à enregistrer à Lisbonne, au Portugal. Deux mois plus tard, le deuxième extrait Gone est ajouté, et en mars 2019, District 7 part en tournée en Allemagne, aux Pays-Bas, en Angleterre et en France. Ils jouent à Amsterdam, Birmingham, Londres, Cologne, et Lille lors de leur tournée A Beautiful Day to Die.
Le premier album du groupe sort en mai 2019. Le concert de sortie de A Beautiful Day to Die avait lieu dans La Rotonde. Cédric Letsch réalise le clip du troisième et dernier single Bang Bang. En octobre 2019, le groupe ouvre le concert du groupe finlandais Poets of the Fall à la Rockhal. Également lors du concert du groupe britannique Skunk Anansie en studio en juillet 2022, District 7 aurait dû se produire en ouverture, mais ce concert est reporté.

## Discographie

### Album studio
- 2019 : A Beautiful Day to Die

### EP
- 2014 : Brave New World
- 2017 : The Place We Used to Call Home

### Singles
- 2016 : Heartbeat
- 2017 : BLKWHT
- 2017 : The Place We Used to Call Home
- 2018 : You Are
- 2019 : Cross My Heart
- 2019 : Gone
- 2019 : Bang Bang